# Aphelandra sinclairiana
Aphelandra sinclairiana é uma espécie de planta comum chamada "Coral Aphelandra, "planta de camarão laranja" ou "Rainha do Panamá." É um arbusto de até 3 metros (10 pés) de altura, nativo da América Central. Tem sido encontrado no Panamá, Costa Rica, Honduras e Nicarágua. Também é cultivado em locais quentes em outros lugares, com flores rosa, vermelhas, laranjas ou vermelho-violeta.

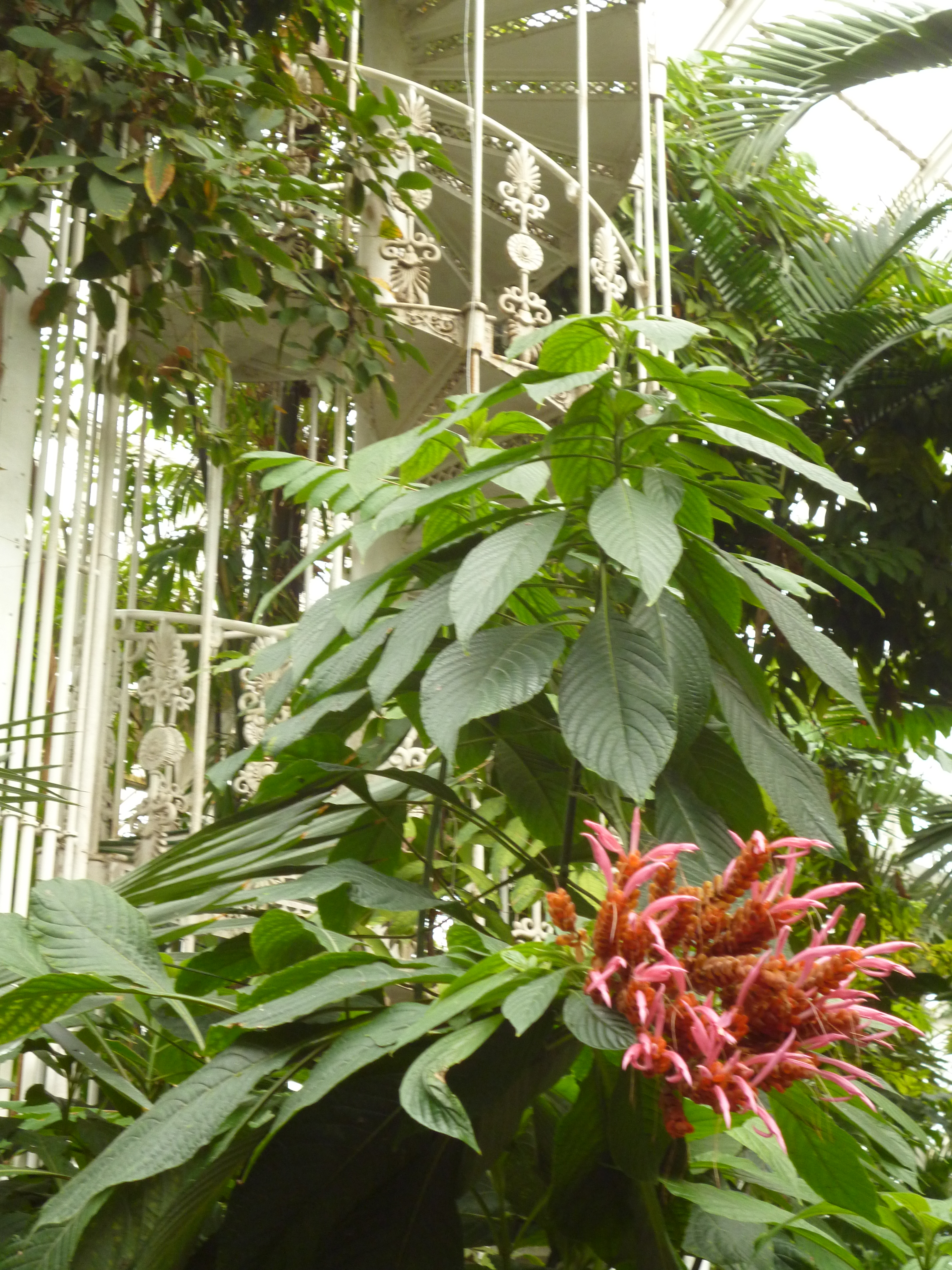
Flor da Rainha do Panamá da Casa de Kew Gardens, em Londres, Inglaterra.
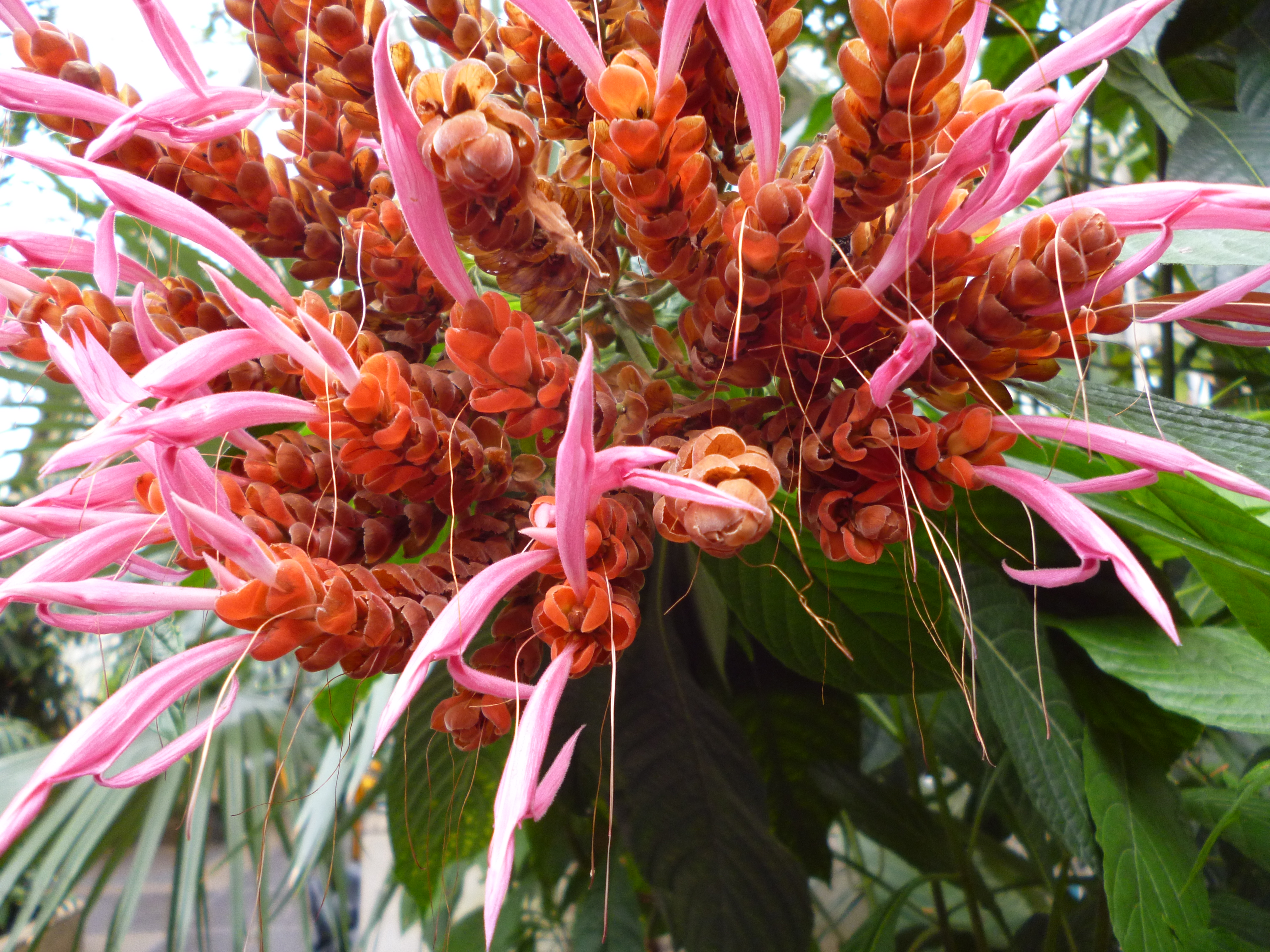
Fotografia perto da flor da Rainha do Panamá da Casa de Kew Gardens, em Londres, Inglaterra.